# Vikingarna (opera)
Vikingarna är en nationalromantisk opera av Ivar Hallström, komponerad 1877. Librettot skrevs av Frans Hedberg. Operan fick relativt gott mottagande när den var ny, men har ändå inte framförts i sin helhet sedan 1882, och finns heller inte utgiven på skiva. Hallström hade tre år tidigare gjort den opera om är hans mest kända, Den bergtagna.

## Handling
Ett vikingaskepp kommer till Provence på sin väg hem från Afrika. Deras ledare, Rolf Vidfarle, har skadats av en giftig pil, och vikingarna vill ha hjälp att bota honom. Den provenceska kungens dotter Isaura tar hand om Rolf, och de blir genast attraherade av varandra, detta trots att Rolf har en fästmö i Norden. Rolf stannar länge i Provence, så att såret ska läka, och han och Isaura bekänner till slut sin kärlek till varandra. Provencarna tycker dessutom att Rolf skulle vara en värdig gemål till kungadottern, men då anländer helt plötsligt Rolfs fosterbror Björn i sällskap med Astrid, Rolfs trolovade. I svartsjukedramat som följer hugger Isaura ihjäl Astrid, och efter det bestämmer sig Rolf att gå i döden tillsammans med Astrid, och de bränns tillsammans på vikingaskeppet.

## Uppsättningar
- Stockholmsoperan framförde operan när den var relativt ny, men har inte framfört den sedan 28 april 1884.[3]
- Göteborgsoperan framförde en konsertant version den 30 oktober 2016 som spelades in och sändes på P2 vid flera tillfällen.